# Parahypenodes
Parahypenodes là một chi bướm đêm thuộc họ Erebidae.

## Loài
- Parahypenodes quadralis Barnes & McDunnough, 1918